# Zéta Perseidy

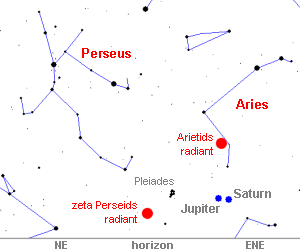
Zobrazení radiantu Arietid a Zéta Perseid na ranní obloze v 5:00 7. července 2000 ze stanoviště se střední severní zeměpisnou šířkou.

Zéta Perseidy (ζ–Perseidy) jsou denní meteorický roj, který je aktivní od 20. května do 5. července.
Roj byl objeven v roce 1947 pomocí rádiového zařízení na observatoři Jodrell Bank. Zéta Perseidy a Beta Tauridy jsou pravděpodobně roje spojené s Tauridovým komplexem meteorických rojů.
Maxima Arietid a Zéta Perseid se často překrývají.